# Sedella
Sedella is een gemeente in de Spaanse provincie Málaga in de regio Andalusië met een oppervlakte van 32,00 km². Sedella telt 625 inwoners (1 januari 2016).

## Demografische ontwikkeling
Bron: INE, 1857-2011: volkstellingen